# Operation Frequent Wind

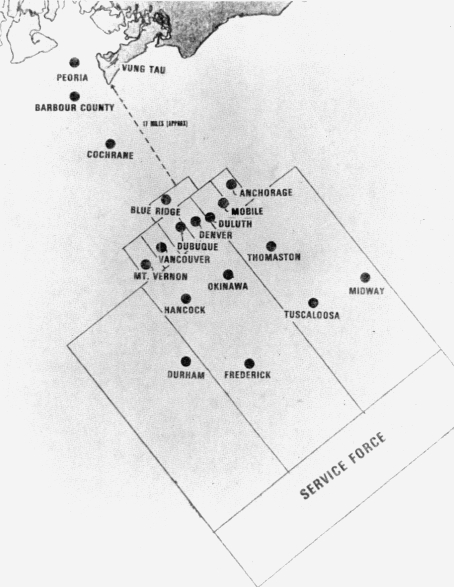
Uppdelningen av Stridsgrupp 76.

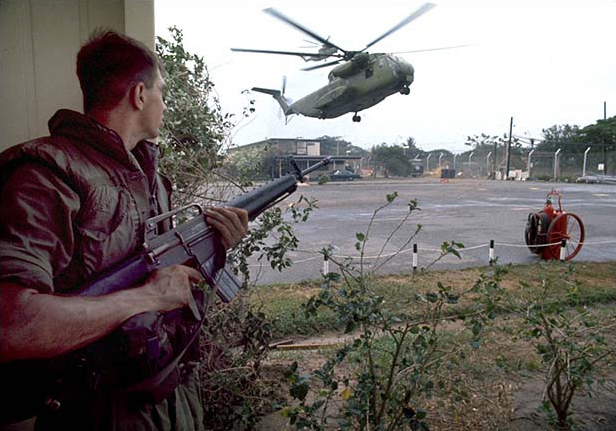
En marinsoldat bevakar försvarsattachéns kansli där två CH-53 Sea Stallions är på väg att landa.

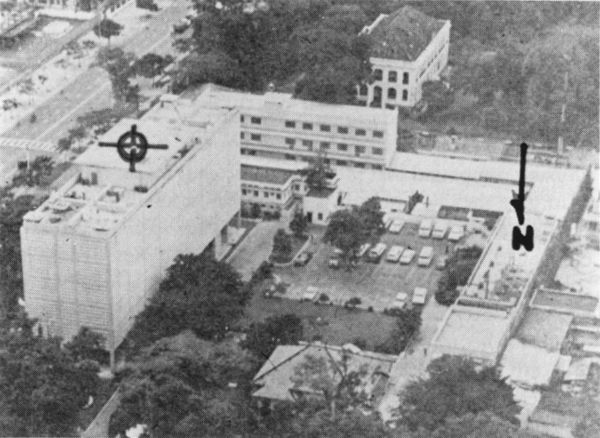
Ambassadområdet i Saigon. Träden på parkeringsplatsen fälldes för att helikoptrar skulle kunna landa där.

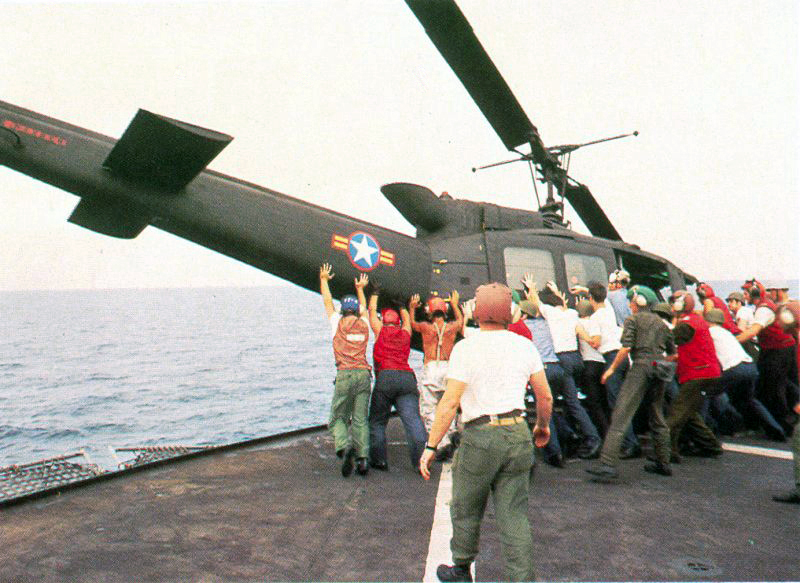
En sydvietnamesisk UH-1 dumpas i havet från för att göra plats för fler.

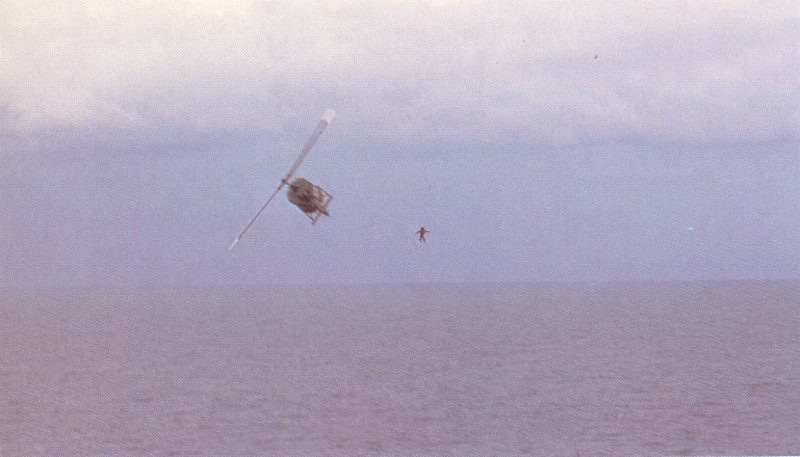
En sydvietnamesisk pilot hoppar i havet från sin UH-1 Iroquois efter att ha lämnat sina passagerare ombord på USS Midway.

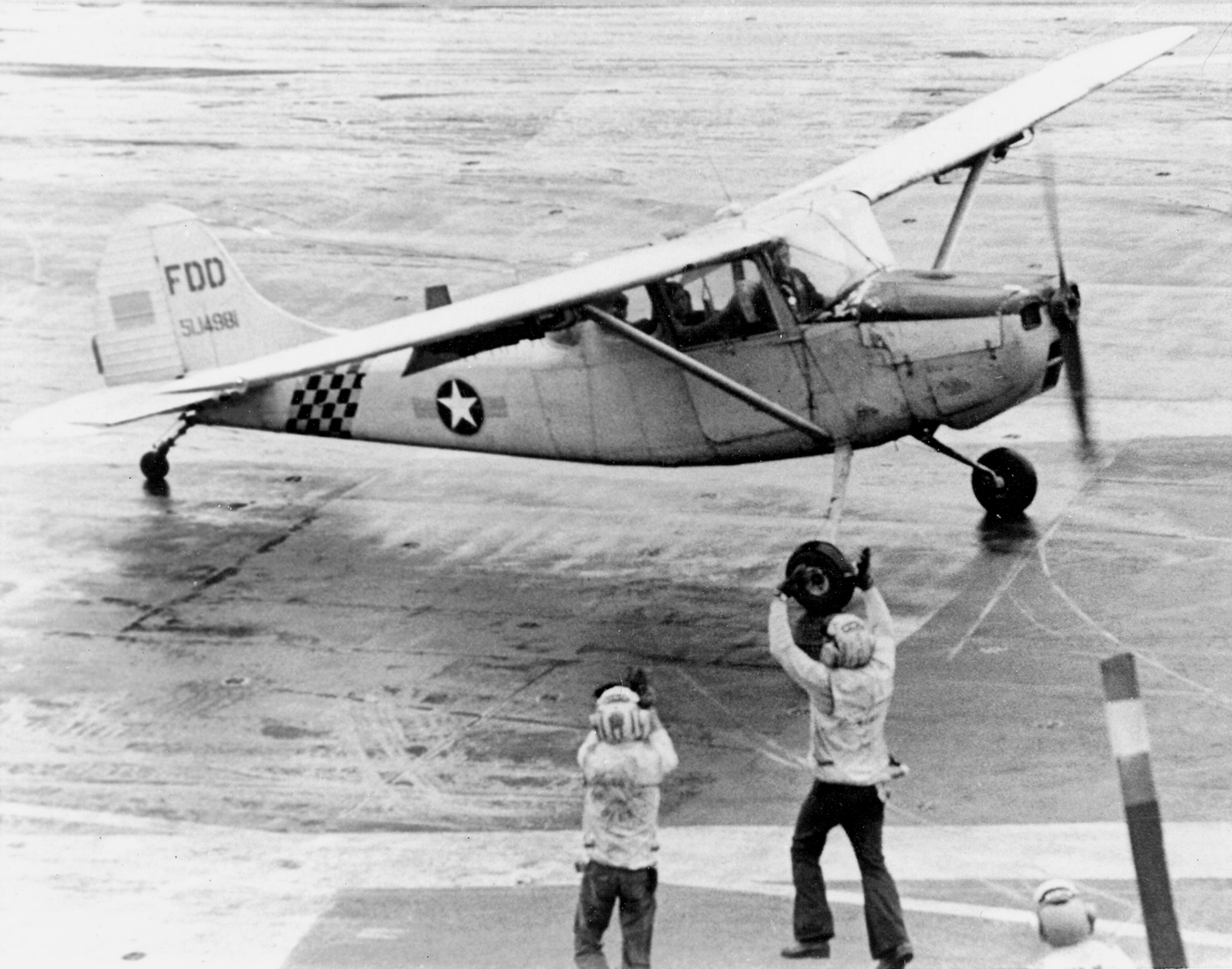
Major Buang-Ly landar på USS Midway.

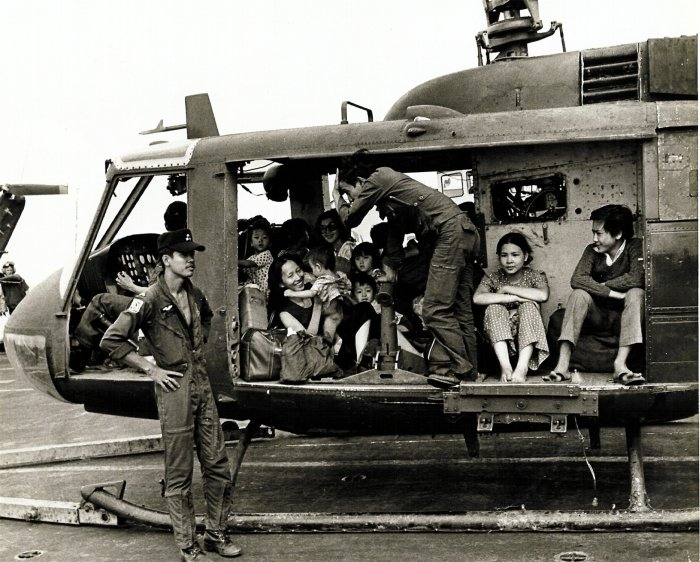
En UH-1 Iroquois full med flyktingar ombord på USS Midway.

Operation Frequent Wind var en operation som genomfördes under Vietnamkrigets sista dagar innan Saigons fall i syfte att evakuera den amerikanska ambassadpersonalen i Saigon och så många vietnamesiska flyktingar som möjligt. Det är den största evakuering som någonsin genomförts med helikopter; mer än 7 000 människor evakuerades.

## Bakgrund
Redan när Vietnams folkarmé inledde sin sista offensiv våren 1975 stod det klart att Sydvietnam skulle falla. Många vietnameser som hjälpt Sydvietnams regim eller USA under kriget var rädda för repressalier och ville fly landet. I mars började USA:s flygvapen att evakuera flyktingar från flygbasen i Tân Sơn Nhứt till Guam. Även många båtflyktingar flydde till Hongkong eller till amerikanska flottans fartyg som patrullerade utanför Vietnams kust.
När Phnom Penh i Kambodja omringades av Röda khmererna i februari 1975 stod det klart att republiken Kambodja skulle falla. En evakuering via en luftbro inleddes, men när Röda khmererna i slutet av mars kunde gruppera artilleri att beskjuta flygplatsen i Pochentong tvingades flygningarna att upphöra. För att evakuera ambassadpersonalen genomfördes i mitten av april operation Eagle Pull där USA:s marinkår flög ut dem med helikopter. Operationen lyckades och lade grunden för den mycket större operationen i Vietnam två veckor senare.

## Genomförande
Luftbron från Tân Sơn Nhứt kunde dock inte upprätthållas hur länge som helst. När flygbasen började anfallas med raketartilleri och flyg 28 april var Stridsgrupp 76 redan beredd att övergå till evakuering med helikopter. Signalen till ambassaden i Saigon att operationen inletts var att White Christmas spelades på Radio Vietnam. Så snart signalen getts började chartrade bussar åka runt i Saigon för att plocka upp västerlänningar. Samtidigt lyfte en marinkårsstyrka ombord på CH-53 Sea Stallions från Stridsgrupp 76 för att ta och säkra ambassadområdet samt försvarsattachéns kansli. Även helikoptrar tillhörande Air America och Sydvietnams flygvapen deltog i evakueringen.

### Tidslinje
29 april
- 03:30 – En artilleriraket slår ner utanför försvarsattachéns kansli. Två marinsoldater dödas.
- 03:58 – En C-130 Hercules träffas av en 122 mm raket strax efter landning på Tân Sơn Nhứt. All flygtrafik till Tân Sơn Nhứt avbryts.
- 07:00 – Ambassadör Graham Martin åker till Tân Sơn Nhứt för att konstatera att fortsatt evakuering med flygplan är omöjlig.
- 08:00 – Chefen för Sydvietnams flygvapen anländer till ambassaden och kräver att få bli evakuerad.
- 10:48 – Ambassadör Martin kontaktar Washington och rekommenderar att evakuering med helikoptrar inleds.
- 10:30 – Alla helikoptrar tillhörande Air America flyttas från Tân Sơn Nhứt till försvarsattachéns kansli utom de sex helikoptrar som tidigare under morgonen stulits av piloter från Sydvietnams flygvapen.
- 10:51 – United States Pacific Command utfärdar ordern att operation Frequent Wind ska inledas.
- 12:30 – En Bell 205 med Nguyễn Cao Kỳ och ambassadörens hustru Dorothy Martin landar på USS Denver.
- 14:06 – Två stycken UH-1 Iroquois med general Carey och överste Gray ombord landar vid försvarsattachéns kansli. De konstaterar att läget är relativt säkert och ger klartecken.
- 15:06 – Första vågen om 12 CH-53 med två marinkårskompanier landar vid försvarsattachéns kansli.
- 15:15 – Andra vågen med resten av säkringsstyrkan landar vid försvarsattachéns kansli.
- 15:40 – Första vågens helikoptrar återvänder till fartygen i Stridsgrupp 76 med de första evakuerade.
- 17:00 – De första helikoptrarna landar vid ambassaden och påbörjar evakueringen därifrån.
- 17:45 – Den sista busskonvojen stoppas av sydvietnamesiska trupper och hindras att åka in till försvarsattachéns kansli. Bussarna tilläts fortsätta efter att några AH-1 Cobra attackhelikoptrar börjat göra hotfulla överflygningar.
- 19:00 – Ett marinkårskompani börjar förflyttas från försvarsattachéns kansli till ambassaden.
- 19:30 – Säkringsstyrkan vid försvarsattachéns kansli drar sig tillbaka till huvudbyggnaden. Evakueringen fortsätter från kansliets tak.
- 20:30 – De sista civilpersonerna evakueras från försvarsattachéns kansli.
- 21:00 – Air America upphör med sina flygningar. Deras sista helikoptrar dumpas överbord från fartygen i Stridsgrupp 76.

30 april
- 00:30 – De sista marinsoldaterna lämnar försvarsattachéns kansli efter att ha förstört all användbar utrustning.
- 04:30 – En folkmassa bryter sig in på ambassadområdet och tvingar ambassadpersonalen och marinkåren att dra sig tillbaka till huvudbyggnaden. Evakueringen fortsätter från ambassadens tak.
- 04:58 – Ambassadören Graham Martin flygs ut från ambassaden till USS Blue Ridge
- 07:53 – De sista marinsoldaterna flygs ut från ambassaden.
- 11:30 – Vietnams folkarmé stormar presidentpalatset och fullbordar Saigons fall.

## Stridsgrupp 76
Redan i mitten på mars började Stridsgrupp 76 att formas. Flygdivisionerna lämnade hangarfartygen USS Hancock och USS Midway och ersattes av marinkårens tunga helikopterdivisioner. Stridsgrupp 77 med hangarfartygen USS Enterprise och USS Coral Sea gav operationen luftunderstöd med bland annat jaktflygplanet F-14 Tomcat som för första gången användes i en militär operation.
Runt middagstid 29 april började de första helikoptrarna anlända till de olika fartygen i Stridsgrupp 76. Piloten i en sydvietnamesisk helikopter som cirklade runt USS Blue Ridge beordrades att lämna sin helikopter och hoppa i havet för att bli upplockad av en av skeppsbåtarna. Den herrelösa helikoptern svängde sedan runt och träffade Blue Ridge i sidan. Stjärtrotorn lossnade och träffade motorn på en Bell 205 som stod med motorn igång på flygdäck. Vid ett annat tillfälle kolliderade en landande helikopter med en som redan hade landat.
En uppmärksammad händelse var när major Buang-Ly från sydvietnams flygvapen landade sin Cessna 305 Bird Dog ombord på USS Midway. Major Buang-Ly som hade sin familj med ombord hade bränsle för en timmes flygning kvar när han kom fram till Midway. Midways flygdäck var dock fullt med helikoptrar och Buang släppte ned ett meddelande där han bad att flygdäcket skulle göras klart. Flygdäcket rensades, i många fall genom att helikoptrar helt sonika knuffades överbord, och Buang kunde landa. Även ytterligare en Bird Dog och en Piper PA-18 Super Cub landade på Midway och Hancock.

### Uppdelning
| Transport Group Alpha                                                                          | Transport Group Bravo                                                                   | Transport Group Charlie |
| ---------------------------------------------------------------------------------------------- | --------------------------------------------------------------------------------------- | --- |
| - USS Okinawa (LPH-3) - USS Peoria (LST-1183) - USS Thomaston (LSD-28) - USS Vancouver (LPD-2) | - USS Dubuque (LPD-8) - USS Durham (LKA-114) - USS Frederick (LST-1184)                 | - USS Anchorage (LSD-36) - USS Denver (LPD-9) - USS Duluth (LPD-6) - USS Mobile (LKA-115)                                                                             |
| Hangarfartyg                                                                                   | Landstigningsfartyg                                                                     | Eskort |
| - USS Hancock (CV-19) - USS Midway (CV-41)                                                     | - USS Barbour County (LST-1195) - USS Mount Vernon (LSD-39) - USS Tuscaloosa (LST-1187) | - USS Bausell (DD-845) - USS Cochrane (DDG-21) - USS Cook (FF-1083) - USS Gurke (DD-783) - USS Kirk (FF-1087) - USS Richard B. Anderson (DD-786) - USS Rowan (DD-782) |

Dessutom tillkommer ledningsfartyget USS Blue Ridge, hangarfartygen USS Enterprise och USS Coral Sea och deras eskort i Stridsgrupp 77 och underhållsfartygen i Stridsgrupp 73. Totalt 51 fartyg deltog i operationen.

## Resultat
Innan flygplatsen Tân Sơn Nhứt stängdes hade över 50 000 människor evakuerats med flygplan. Under de sista dagarna i april evakuerades över 7 000 människor med helikopter ut till fartygen i Stridsgrupp 76. Dessa fördes till flyktingläger i Subic Bay och på Guam och i de flesta fall vidare till Camp Pendleton i Kalifornien. Många bosatte sig i USA och blev amerikanska medborgare tack vare Indochina Migration and Refugee Assistance Act.

## Förluster
Korpralerna Darwin Judge och Charles McMahon dödades vid försvarsattachéns kansli när Vietnams folkarmé besköt området med artilleri. Kapten William Nystul och löjtnant Michael Shea omkom när deras CH-46 räddningshelikopter havererade i havet. Två värnpliktiga besättningsmedlemmar räddades, men piloterna följde med helikoptern i djupet.